# The Asylum
A The Asylum amerikai filmstúdió. 1997-ben alapította David Michael Latt, David Rimawi és Sherri Strain.

## Jellemzői
A stúdió arról híres, hogy úgynevezett mockbustereket ad ki, amelyek olyan filmek, amiket azért csinálnak, hogy egy nagyobb költségvetésű film bevételein az a film is sok pénzt keressen. Ezek a mockbusterek általában nem érik el az egymillió dollárt költségvetésileg és inkább rögtön DVD-re készülnek, illetve rendkívül alacsony minőséggel rendelkeznek. Példák: Transformersből lett Transmorphers, A Karib-tenger kalózai Asylum-verziója a Pirates of Treasure Island névre hallgat, a Snakes on a Plane (Kígyók a fedélzeten)-ből pedig Snakes on a Train lett. Az Asylum sorozatot is csinált, a Z Nation-t (magyar fordításban Z, mint zombi), amely pedig a Walking Dead paródiája/utánzata lett, természetesen jóval alacsonyabb költségvetéssel.

## Néhány Asylum film
- Sharknado – Cápavihar
- Gyilkos cápa vs, óriáspolip
- Titanic 2.
- Világok harca - Az invázió
- Világok harca 2: Második hullám
- Drakula átka
- A kincses sziget kalózai
- Moby Dick, a fehér bálna
- 2012: Jégkorszak
- Transmorphers - Az alakváltók